# Manaquí de cap opalí
El manaquí de cap opalí (Lepidothrix iris) és un ocell de la família dels píprids (Pipridae).

## Hàbitat i distribució
Habita la selva pluvial, a les terres baixes del sud-est del Brasil amazònic.